# OTDR

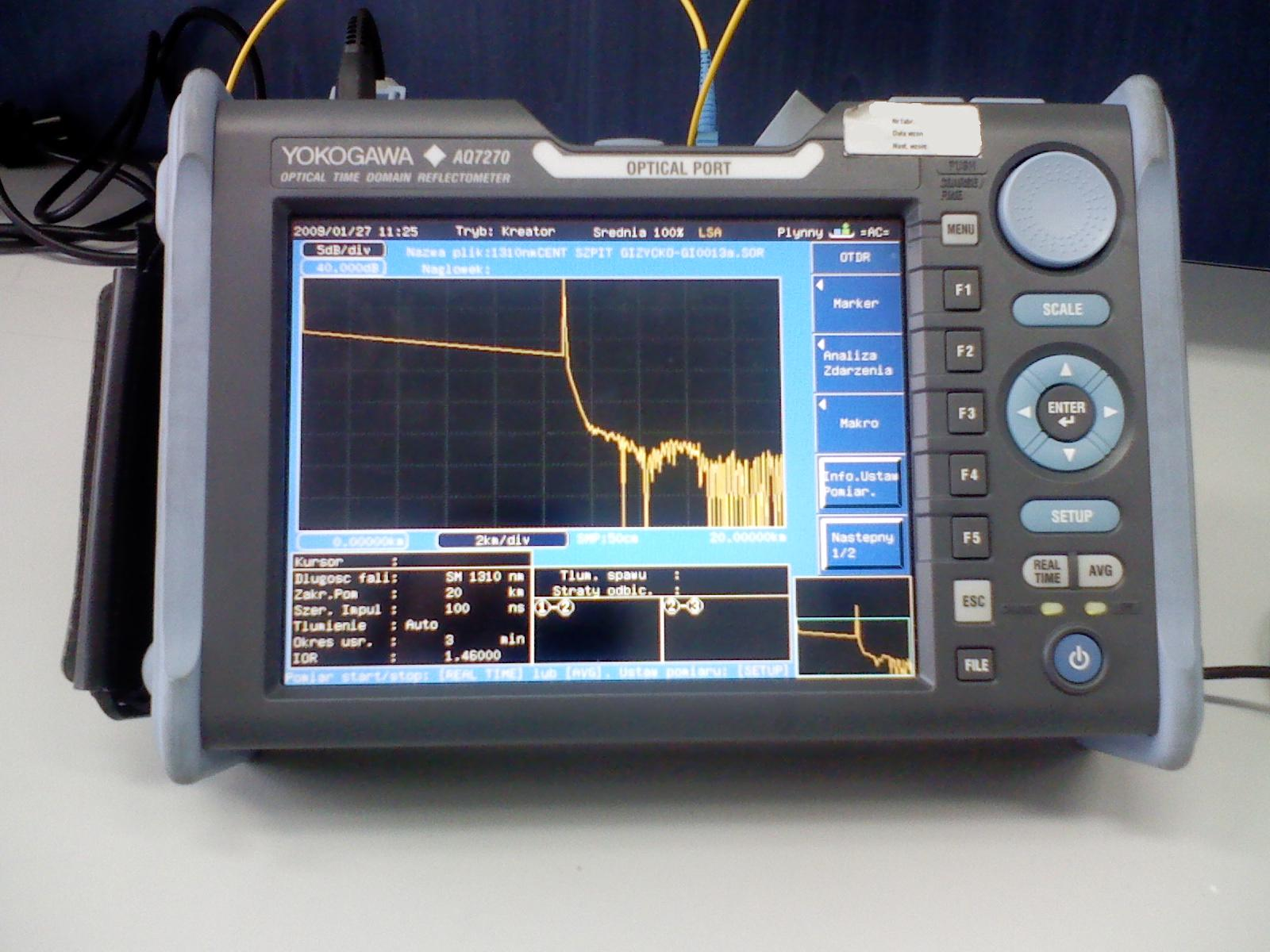
Dispositiu OTDR commercial

En telecomunicacions, un OTDR (de l'anglès: Optical Time Domain Reflectometer) és un instrument opto-electrònic emprat per a diagnosticar una xarxa de fibra òptica. Aquest dispositiu és l'equivalent òptic del reflectòmetre de domini temporal (TDR), que mesura els canvis produïts en la impedància d'un cable (o d'un tub) metàl·lic.
Un OTDR pot ser utilitzat per estimar la longitud de la fibra, i la seva atenuació, incloent pèrdues per entroncaments i connexions. També pot ser utilitzat per detectar fallades, tals com trencaments de la fibra.
Per realitzar la seva funció, l'OTDR injecta en la fibra sota anàlisi una sèrie d'impulsos òptics. També extreu, del mateix extrem de la fibra, la llum que ha estat dispersada i reflectida de tornada des d'algun punt de la fibra amb un canvi de l'índex de refracció. La intensitat de l'impuls retornat, és integrada com una funció del temps, i representada en funció de la longitud de la fibra.

## Tècniques de verificació de fibra òptica
Les tècniques de verificació de fibra òptica són el conjunt d'accions i proves per tal de comprovar que el cable òptic i la seva instal·lació compleixen amb els requisits mínims perquè les comunicacions puguin realitzar-se d'acord amb les normes i estàndards industrials. Si bé la instal·lació de fibra és complexa i difícil, les seves tècniques de verificació i els criteris estan detallats i reglats de forma clara i suficient, recolzant-se en dispositius de tecnologia molt avançada.
La fibra òptica té molts avantatges en la transmissió de dades a llargues distàncies enfront del coure, però també té una sèrie d'inconvenients, molts d'ells relacionats amb la delicada estructura i la dificultat d'unir fils de vidre de no més de 62,5 μm.

### Mesurament de longitud òptica[1]
A fi i efecte de realitzar una mesura de precisió, cal considerar l'índex de refracció de les fibres òptiques instal·lades. Aquesta mesura ha d'executar-se mitjançant OTDR, degudament calibrat i certificat pel fabricant o distribuïdor autoritzat i els valors resultants de la mesura no hauran de superar, per al cas d'entroncaments per fusió, 0.15 dB de mitjana per entroncament mesurat bi-direccionalment, i 0.5 dB per parell de connectors instal·lats en el trajecte de la fibra a provar. El valor teòric previst per pèrdua de potència és de 0.35 dB/km per al cas de fibres mesurades en segona finestra (1310nm) i de 0.25 dB/km per al cas de fibres mesurades en tercera finestra (1550 nm).
El mesurament ha d'efectuar-se amb la millor resolució possible és a dir el valor de la distància i de l'ample de l'impuls han de ser el menor possible.

### Mesurament de l'atenuació[2]
Per al mesurament de l'atenuació cal emprar dues bobines de llançament de fibra òptica d'una longitud no inferior a 1000m i cada bobina ha de ser de la mateixa tecnologia de fibra òptica emprada pels cordons pig-tail. A fi i efecte de poder realitzar el mesurament, un dels extrems de la bobina ha d'estar pre-connectat amb el mateix tipus de connector emprat a nivell del distribuïdor de fibra.
Mesurament de reflexió
Els valors de pèrdua de tornada mesurats en cada terminació de cable de fibra òptica a nivell de cada distribuïdor ha de complir amb la següent norma d'acceptació:
- 70% dels valors mesurats > 40 db. (major)
- 30% dels valors mesurats < 38 db. (menor)

### Mesurament de la pèrdua total del trajecte per potència òptica[3]
La pèrdua total de cada secció (‘A’) per a cada fibra òptica haurà de satisfer la següent equació:
{\displaystyle A<a*L+En*ae+Nc*ac}
Sent:
- ‘A’ = Pèrdua total del tram (dB)
- ‘a’ = Atenuació nominal de la fibra òptica a la longitud d'ona especificada; (dB/km)
- ‘L' = Longitud òptica total del tram; (km)
- ‘En' = nombre total d'entroncaments. No es consideren els entroncaments d'escomesa, si existissin i l'entroncament cap al pig tail.
- ‘ae’ = valor mitjà d'atenuació per entroncament; (dB)
- ‘Nc’ = Nombre de connectors.
- ‘ac’= pèrdua de la connexió a nivell de distribuïdor (dB)

Per al càlcul, s'hauran de considerar els següents valors:
- ‘a’ = 0.25 dB/km a 1550 nm i 0.35 dB/km a 1310 nm. Fibra òptica mono-mode estàndard.

Aquests valors d'atenuació han de considerar-se sempre que corresponguin a les mesures efectuades sobre el cable, previ a la instal·lació.
- ‘L' = longitud òptica. Per al mesurament de la longitud òptica del tram, ha de considerar-se estrictament, l'índex de refracció corresponent a la fibra instal·lada.
- ‘ac’ = 0.25 dB per als connectors tipus LC; SC, ST, FC.

#### Interfície no compatible
Considerant la possibilitat que la interfície física de l'instrument no sigui compatible amb els connectors emprats a nivell del distribuïdor de fibra, llavors per al mesurament de potència, puix que calen 2 cordons d'adaptació cap a l'instrument transmissor i cap al receptor, respectivament, serà necessari realitzar el següent procediment de calibratge:
- Es mesurarà el nivell de potència de sortida del transmissor, per mitjà d'un cordó connectat d'acord amb la interfície física de l'instrument.
- Es mesurarà la pèrdua d'inserció del joc de connectors corresponent a la interconnexió dels 2 cordons d'adaptació.
- La pèrdua intrínseca serà la que resulti de la diferència entre els mesuraments efectuats en els ítems anteriors, havent de ser menor a 0.4 db.
- Amb la configuració de l'ítem  anterior més proper, es realitzarà el calibratge de l'equip transmissor-receptor.
- Amb aquest equip de calibratge, caldrà considerar ‘Nc’ = 1 en el càlcul de la pèrdua total de trajecte.

#### Interfície compatible
Si l'instrument de mesurament posseeix una interfície compatible amb els connectors emprats a nivell del distribuïdor de fibra. El pas d'interconnexió, haurà d'efectuar-se mitjançant la desconnexió del cordó de referència a nivell de l'equip receptor. A fi i efecte de poder efectuar el mesurament, només serà necessari emprar un cordó de connexió entre l'equip receptor i el distribuïdor de fibra. Puix que no és necessari emprar cordons d'adaptació, el calibratge s'efectua en forma directa entre l'equip transmissor-receptor, 
- Amb aquest tipus de calibratge, caldrà considerar ‘Nc’ = 2 en el càlcul de la pèrdua total del trajecte.
- El mesurament s'efectuarà a les longituds d'ona de 1550nm i 1310 nm.
- El valor absolut de pèrdua s'obtindrà com la mitjana de 3 mesures efectuades després de 3 cicles de desconnexió-connexió.